# Otricoli
Otricoli è un comune italiano di 1 702 abitanti della provincia di Terni in Umbria. 

## Geografia fisica
- Classificazione climatica: zona D, 1745 GR/G

## Storia

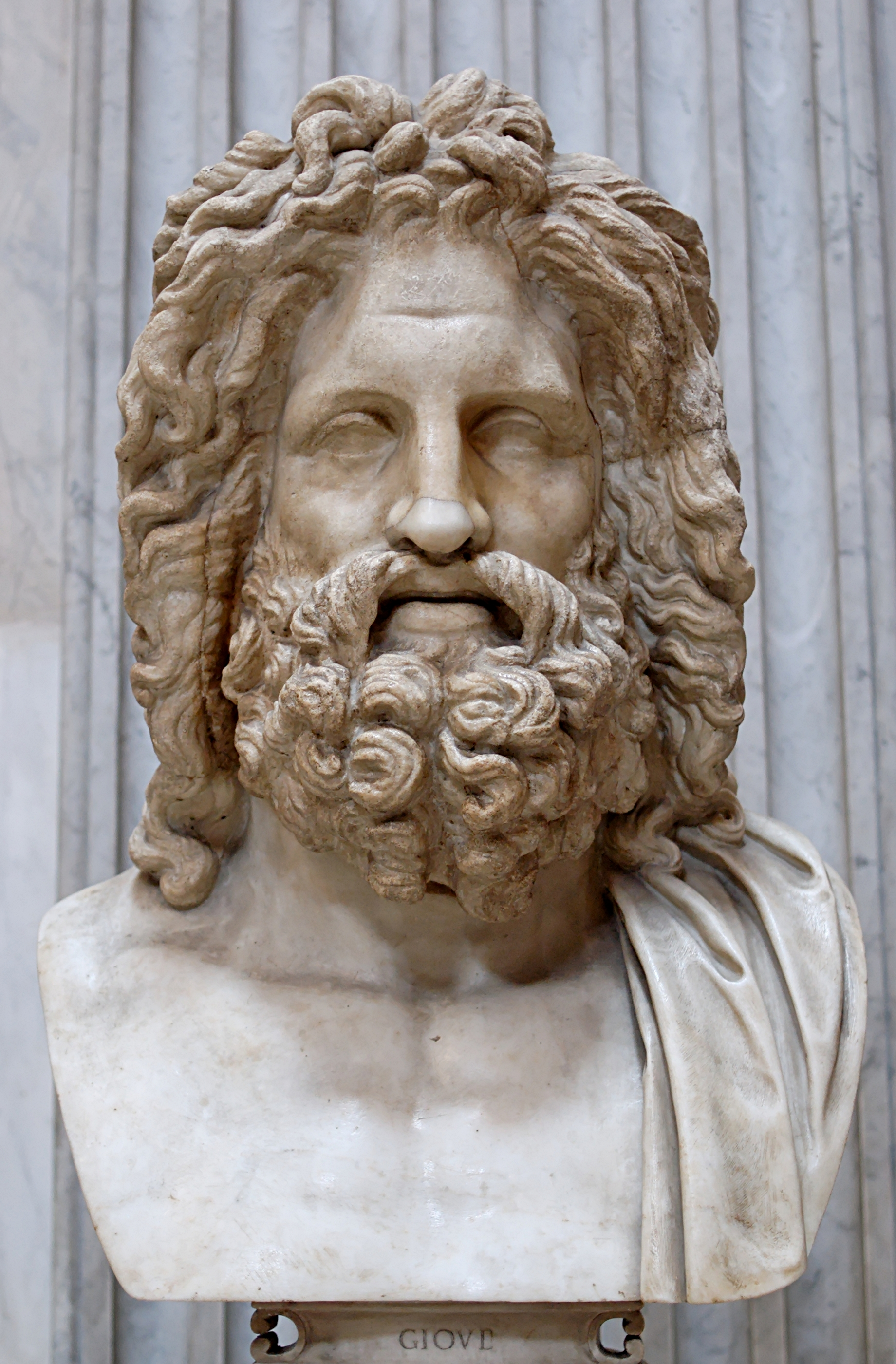
Il Giove di Otricoli, Zeus greco, ora ai Musei Vaticani

I terrazzi fluviali del Tevere, nell'odierno comune di Otricoli, erano abitati sin dall'epoca preistorica arcaica, lungo le vie fluviali e i tracciati viari legati alle transumanze, tra la cultura Appenninica e quella Tirrenica. Studi archeologici hanno riscontrato la presenza di una necropoli di epoca arcaica nella località Cerqua Cupa e Crepafico, di cultura affine ai popoli del centro Italia nella valle del Tevere (umbro-sannitica, falisca-etrusca).  Il toponimo di Otricoli deriverebbe da ocris- in greco, okri- in umbro che identifica quel «monte sacro» a cui faceva riferimento, tra il popolo degli umbri, un'intera comunità. Durante la guerra sociale si schierò dalla parte della Lega sociale italica, cosa che ne decretò la rovina.
Il municipio di Ocriculum fu edificato su un pianoro, lungo la via Flaminia che subito dopo attraversava il Tevere, con il Ponte Minucio detto "Pile di Augusto" nell'odierno comune di Gallese in direzione di Faleri Veteres, del municipio romano ne restano diverse testimonianze archeologiche databili tra il I secolo a.C. e il II secolo. Sempre in quest'ultima data nacque e poi morì, nel 172, Medico di Otricoli, martire e santo della chiesa cattolica. Nel 357 vi si fermò l'imperatore Costanzo II mentre si recava a Roma. L'evento più rilevante avvenuto sul suo territorio sarebbe, stando allo storico Idazio vissuto nel V secolo, la sanguinosissima battaglia (50.000 morti) svoltasi in Utriculo tra la fine del 412 e l'inizio del 413 e combattuta tra l'esercito dell'usurpatore e comes d'Africa Eracliano (venuto da Cartagine su 3700 navi) e l'esercito fedele all'imperatore Onorio guidato dal comes Marino, con la vittoria di quest'ultimo.
La chiesa romanica nel centro storico di Otricoli, è stata costruita sui basamenti di un precedente edificio di culto pagano, scoperto durante recenti lavori di ristrutturazione, all'interno della stratigrafia del terreno sono state rinvenute anche tombe dell'età del bonzo-ferro.
Nel medioevo durante la fase dell'incastellamento, la popolazione si spostò per difesa nella parte più alta del terrazzo fluviale, dove oggi si trova l'odierno centro storico di Otricoli, sito sempre lungo la via Flaminia, che seguirà le vicende storico politico dei Liberi comuni della vicina Narni, dell'Umbria e della monarchia dello Stato Pontificio.
Negli ultimi due decenni del Settecento iniziarono gli scavi della città romana che portarono alla luce numerosi e importanti reperti, il più importante dei quali è il Giove di Otricoli, ad oggi conservato nei Musei Vaticani.
Nel 1798 si combattè ad Otricoli una battaglia tra le truppe francesi del generale MacDonald e una divisione dell'esercito napoletano. Furono i francesi ad uscirne vincitori.
Dal 2012 si tiene annualmente una rievocazione storica romana che prende il nome di Ocriculum AD 168 Archiviato il 31 agosto 2018 in Internet Archive..

## Aree Archeologiche
- Area archeologica di Ocriculum
- Necropoli arcaica di Cerqua Cupa e Crepafico

### Architetture Religiose
- Degna di nota la collegiata di Santa Maria Assunta.

## Società

### Evoluzione demografica
Abitanti censiti

## Amministrazione

### Gemellaggi
- Mstów[9]

## Sport

### Calcio
- U.S.D. Otricoli Calcio (girone D umbro di 2ª Categoria)